# Byblis gigantea
Byblis gigantea là một loài thực vật thuộc họ Byblidaceae. Đây là loài đặc hữu của Úc.

## Hình ảnh

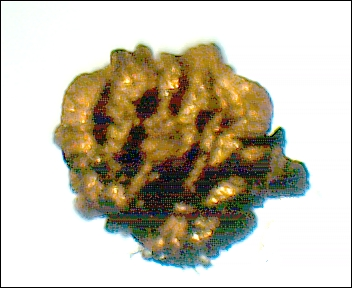
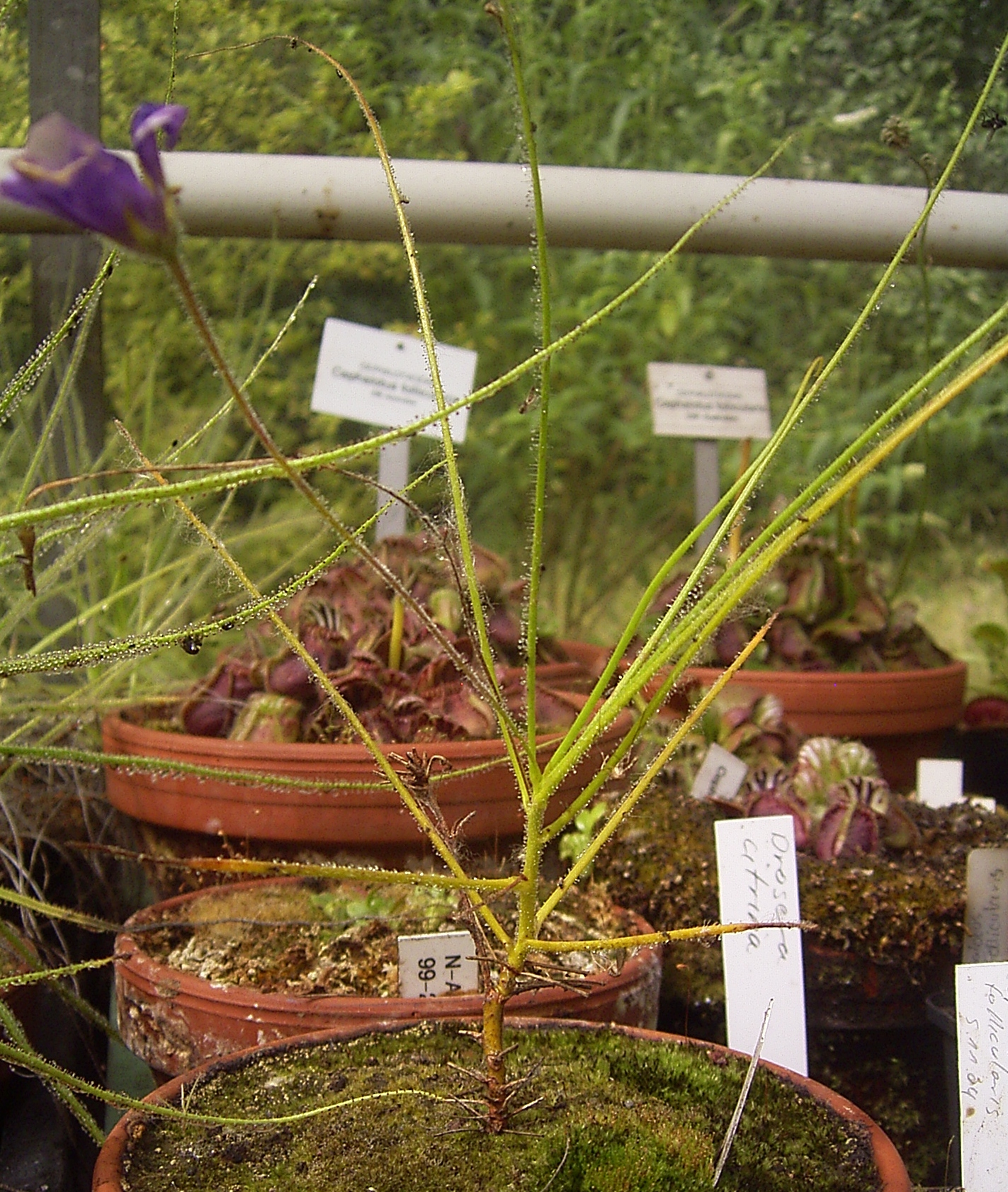